# Максим Длуги
Максим „Макс“ Длуги (на английски: Maxim „Max“ Dlugy) е американски шахматист от руски произход.

## Биография
Длуги е роден на 29 януари 1966 г. в Москва, Руска СФСР. Емигрира със семейството си в Съединените щати през 1979 г. Започва късно да се развива в областта на шахмата и е играч от средно ниво във възрастовата си група до резкия скок в силата му през ранните 80 години на 20 век. Става международен майстор през 1982 г. и световен шампион за юноши до 20 години през 1985 г.
Удостоен е със звание международен гросмайстор през 1986 г. след шахматната олимпиада в Дубай, Обединени арабски емирства, където е в отбора на САЩ, играе като втора резерва и спечелва бронзов индивидуален медал. Винаги изключително бърз шахматист, Длуги в миналото е заемал първо място в света според ранглистата на Световната блиц шахматна асоциация.
Емигрирал в Америка като младо момче, за първи път е забелязан през 1984 г., когато завършва на трето място на Първенството по шахмат на САЩ. Турнирните му резултати включват 2 м. в Ню Йорк (1985), 2 м. в Clichy (1986-87) и 3 м. на първенството на САЩ (1987).
Впоследствие обръща поглед към политиката в шахмата, кандидатира се и е избран за президент на Шахматната федерация на САЩ през 1990 г.
През март 2006 г. Длуги получава специална покана за участие в първенството на САЩ в Сан Диего, щата Калифорния, въпреки че не се е класирал за състезанието. Там постига положителен резултат.

## Незначителни факти
- Не харесва, първото му име да е съкращавано на „Макс“.
- Завършва „The Dalton School“ през 1984 г. със съученичка Мери Стюарт Мастерсън. Андерсън Купър завършва година по-късно през 1985.